# Barbara Matias
Barbara Matias (* 18. März 1987) ist eine französische Badmintonspielerin. 

## Karriere
Barbara Matias gewann in allen Nachwuchsklassen Frankreichs nationale Titel, bevor sie 2010 erstmals bei den Erwachsenen auf sich aufmerksam machen konnte und die Finnish International gewinnen konnte. Im Folgejahr siegte sie bei den Santo Domingo International im Doppel und bei den Colombia International im Einzel.

## Sportliche Erfolge
| Saison    | Veranstaltung                                   | Disziplin   | Platz | Name                                |
| --------- | ----------------------------------------------- | ----------- | ----- | ----------------------------------- |
| 1999/2000 | Französische Nachwuchsmeisterschaft (Benjamins) | Mixed       | 1     | Laurent Constantin / Barbara Matias |
| 1999/2000 | Französische Nachwuchsmeisterschaft (Benjamins) | Dameneinzel | 1     | Barbara Matias                      |
| 1999/2000 | Französische Nachwuchsmeisterschaft (Benjamins) | Damendoppel | 1     | Barbara Matias / Marion Dutertre    |
| 2001/2002 | Französische Nachwuchsmeisterschaft (Minimes)   | Mixed       | 1     | Romain Bartolo / Barbara Matias     |
| 2001/2002 | Französische Nachwuchsmeisterschaft (Minimes)   | Dameneinzel | 1     | Barbara Matias                      |
| 2003/2004 | Französische Nachwuchsmeisterschaft (Cadets)    | Mixed       | 1     | Elias Bourahla / Barbara Matias     |
| 2003/2004 | Französische Nachwuchsmeisterschaft (Cadets)    | Dameneinzel | 1     | Barbara Matias                      |
| 2003/2004 | Französische Nachwuchsmeisterschaft (Cadets)    | Damendoppel | 1     | Émilie Lefel / Barbara Matias       |
| 2006/2007 | Französische Hochschulmeisterschaft             | Damendoppel | 1     | Barbara Matias / Julie Delaune      |
| 2007/2008 | Französische Hochschulmeisterschaft             | Damendoppel | 1     | Barbara Matias / Julie Delaune      |
| 2010      | Finnish International                           | Damendoppel | 1     | Barbara Matias / Elisa Chanteur     |
| 2011      | Santo Domingo International                     | Damendoppel | 1     | Barbara Matias / Anne Hald          |
| 2011      | Colombia International                          | Dameneinzel | 1     | Barbara Matias                      |